# Nicolai Juul Foss
Nicolai J. Foss (født 12. oktober 1964) er en dansk professor og Rodolfo Debenedetti-professor i iværksætteri ved Bocconi Universitet i Milano. Han har herudover tilknytning til Norges Handelshøyskole og Warwick Business School.
Han blev cand.polit. fra Københavns Universitet i 1989 og tog en Ph.D-grad ved Handelshøjskolen i København (senere CBS) i 1993. Han var professor indtil 2016, hvor han grundlagde og var leder af Institut for Strategi og Globalisering. 
Foss er Fellow i Strategic Management Society, for hvilket han også han siddet i bestyrelsen, har været panelmedlem for Advanced Grant i European Research Council, og er medlem af Academia Europaea. Han er Ridder af Dannebrog. 
Han er gift med Kirsten Foss, som er professor ved Norges Handelshøyskole i Bergen. 
Foss' har publiceret indenfor områder som strategisk ledelse, iværksætteri og organisationsteori[kilde mangler].  Han skrevet cirka 200 tidsskriftsartikler, 100 bogkapitler og har redigeret eller skrevet 25 boeger, heraf flere på Oxford University Press og Cambridge University Press[kilde mangler].  Han har fungeret som klummeskriver og kommentator for Dagbladet Børsen. 